# PPS-1350

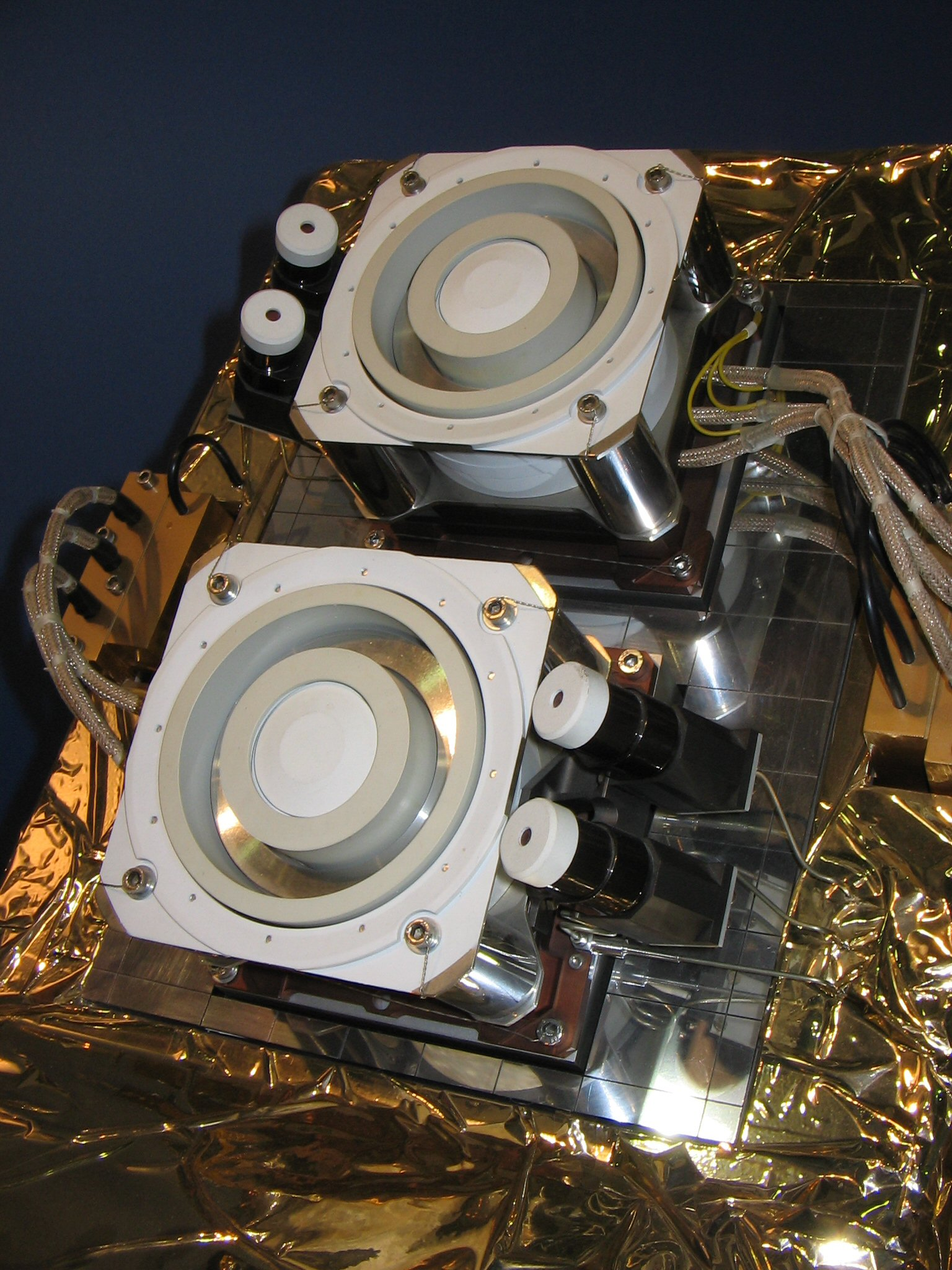
Two Snecma PPS 1350 at the Paris Air Show 2007

PPS-1350は宇宙機に搭載されるイオン推進器の一種であるホールスラスタである。月へSMART-1を送り込む計画で使用された。キセノンのイオンを帯電させて噴射する事により流れを創り出す。フランスの航空機産業のスネクマが製造した。

## 仕様
- タイプ：イオンエンジン/ホールスラスタ
- 推進剤：キセノン
- 推力：88mN
- 比推力：1650秒
- 供給電圧：350V
- 消費電力：1.2kW〜1.6kW
- 重量：5.3kg
- 効率：55%
- 稼働実績：5,000時間